# 296. п. н. е.

## Догађаји
- Битка код Сентина вођена је 295. године п. н. е. између снага Римске републике са једне и коалиције Самнита, Етрураца, Умбријаца и Гала са друге стране.